# Römische Republik

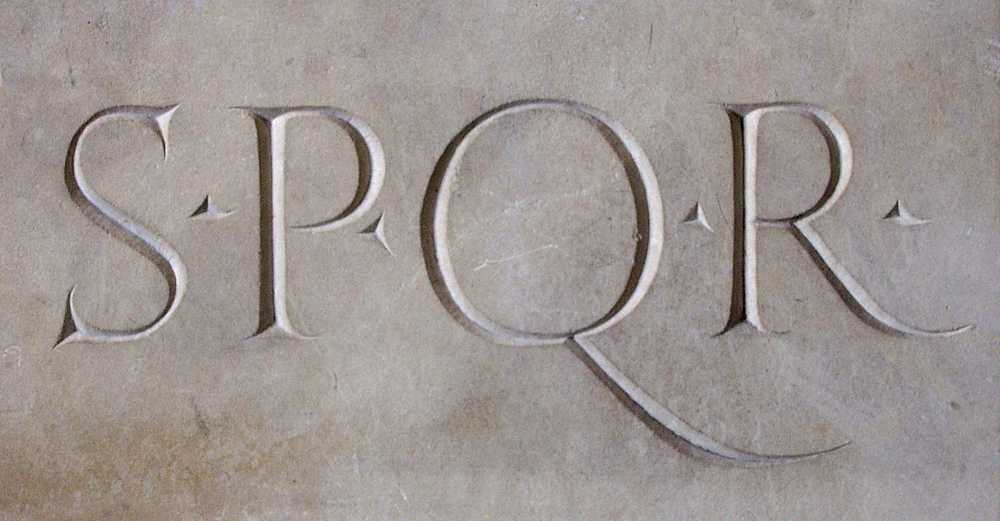
S.P.Q.R.: Senatus Populusque Romanus („Senat und Volk von Rom“), das Hoheitszeichen der römischen Republik

Als Römische Republik (lateinisch res publica, wörtlich eigentlich „öffentliche Sache, öffentliche Angelegenheit“, meist in der Bedeutung „Gemeinwesen“, auf moderne Verhältnisse übertragen auch „Staat“) bezeichnet man die Verfassungsform des Römischen Reiches in der Zeit zwischen dem Ende der Königsherrschaft (angeblich im Jahr 509 v. Chr.) und der Einrichtung des Prinzipats am 13. Januar 27 v. Chr. durch den Machtverzicht des römischen Senats, mit der die Epoche der römischen Kaiserzeit beginnt. Die Römische Republik lässt sich am ehesten als Mischverfassung mit aristokratischen und gewissen demokratischen Elementen bezeichnen. Zugleich spielte im Staatsleben der Römer das kultische Element eine große Rolle (siehe Römische Religion), das durch monarchisch geprägte Institutionen Einfluss auf die res publica nahm.
Im engeren Sinne steht der Begriff „römische Republik“ für die Geschichte des Römischen Reiches im genannten Zeitraum. Im antiken lateinischen Sprachgebrauch hingegen bezeichnete res publica auch allgemein den römischen Staat, und zwar von der Gründung der Stadt Rom bis zum Ende der spätantiken Kaiserzeit. Zudem wurde auch von römischer Herrschaft freien italischen Gemeinwesen zuerkannt, res publica zu sein. Für die Zeit der eigentlichen Republik, also der Staatsform zwischen Königtum und Kaiserzeit, wurde zur Präzisierung die Bezeichnung res publica libera (freier Staat, Freistaat) verwendet.

## Verfassung

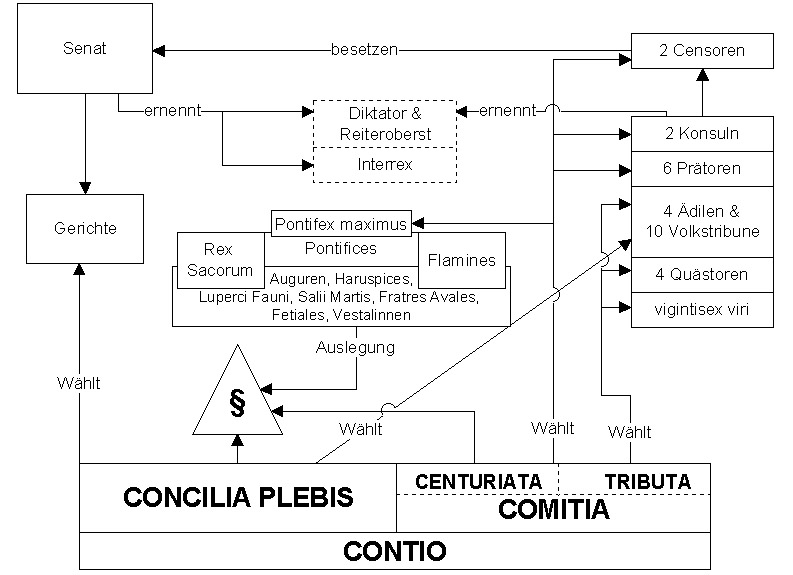
Schematische Darstellung des Staatsaufbaus der römischen Republik seit Sulla, also ab 78 v. Chr.

Eine geschriebene Verfassung im engeren Sinn existierte in vormoderner Zeit noch nicht. Die Regeln der Republik bildeten sich erst im Laufe der Jahrhunderte heraus, wobei sich mit der Zeit für das Regierungssystem der römischen Republik fünf Prinzipien von besonderer Bedeutung herauskristallisierten, die schließlich auch festgelegt wurden:
- Alle Ämter (die so genannten Magistraturen) durften nur für ein Jahr ausgeübt werden (Annuitätsprinzip).
- Zwischen zwei Ämtern musste ein ämterloser Zeitraum von zwei Jahren liegen (Biennität).
- Eine unmittelbar anschließende zweite Amtszeit war ausgeschlossen (Iterationsverbot).
- Alle Ämter – mit Ausnahme der Diktatur – wurden von mindestens zwei Personen gleichzeitig besetzt (Kollegialität), die einander über das Interzessionsrecht kontrollierten: Jeder Inhaber eines Amtes besaß das Recht, Entscheidungen seines Kollegen zu verhindern oder rückgängig zu machen.
- Wer ein Amt ausüben wollte, musste zuvor das nächstniedrigere Amt innegehabt haben (cursus honorum), wobei es auch Ausnahmen gab.

Der cursus honorum, der aber lange Zeit nicht gesetzlich festgeschrieben war, umfasste in aufsteigender Folge diese Ämter (in Klammern die Bezeichnung für den Amtsträger):
- Quaestur (quaestor): Untersuchungsrichter, Verwaltung der Staatskasse und des Staatsarchivs (zivile Amtsgewalt: potestas)
- Ädilität (aedilis): Polizeigewalt, Marktaufsicht, Festaufsicht, Tempelfürsorge, Ausrichtung von Spielen (Amtsgewalt: potestas). Die Ädilität musste nicht zwingend bekleidet werden; viele Politiker amtierten alternativ als Volkstribun
- Praetur (praetor): Rechtsprechung, Vertretung der Konsuln, Recht zum eigenständigen Heereskommando (Amtsgewalt: imperium minus)
- Konsulat (consul): Zwei Konsuln, verantwortlich für die Sitzungsleitung in Senat und Komitien (Volksversammlungen), Rechtsprechung, Finanzwesen, Heeresführung, besaßen eine unumschränkte Amtsgewalt, das imperium maius; durch den zweiten Konsul und die Volkstribunen konnte aber ein Veto eingelegt werden

In Krisenzeiten gab es für Konsuln und Senat die Möglichkeit, für ein halbes Jahr einen dictator zu ernennen. Dieser hatte das summum imperium, d. h. ihm unterstanden alle Ämter, während nur die Volkstribunen eine vergleichbare „sakrosankte“ Stellung hatten.
Gewählt wurden die Amtsträger von insgesamt drei verschiedenen Volksversammlungen. Zensoren, Konsuln, Prätoren und der Pontifex maximus wurden von den comitia centuriata gewählt, die allein ein imperium verleihen durften; die unteren Ämter (Ädilen, Quästoren und die vigintisex viri) von den comitia tributa. Daneben gab es ursprünglich noch die comitia curiata, die jedoch gegen Ende der Republik nur noch der Form halber bestanden und keine echte Volksversammlung mehr bildeten. Sie hatten hauptsächlich sakralrechtliche Funktionen, so etwa die, die Imperiumsträger in ihrem Amt formal zu bestätigen, und waren bei Adoptionen beteiligt. Das concilium plebis schließlich wählte die Volkstribunen und die plebejischen Ädilen.
| Verfassungsorgan: | staatstheoretische Einordnung: |
| Konsulat          | monarchisches Element          |
| Senat             | aristokratisches Element       |
| Römisches Volk    | demokratisches Element         |

Kontrolliert wurden die Amtsträger vom Senat und den Volksversammlungen, die auch für die Gesetzgebung zuständig waren. Die Mitglieder des Senats wurden nicht gewählt, sondern durch die Censoren ernannt. Senatoren mussten ein hohes Staatsamt bekleidet haben und gehörten oft, aber nicht immer der Nobilität an. Sie behielten ihr Amt gewöhnlich auf Lebenszeit (sie konnten von einem Censor aber auch wieder aus dem Senat ausgeschlossen werden). Ursprünglich war der Senat nur Patriziern vorbehalten, nach Beendigung der Ständekämpfe konnten aber auch Plebejer über den Cursus honorum in die senatorische Nobilität aufsteigen. Familien, die gewesene Konsuln vorweisen konnten, galten fortan als besonders angesehen, wobei sich die so formierende plebejische Elite in der Spätphase der Republik von der patrizischen im Ansehen kaum noch unterschied. Gegen Ende der Republik wurde der Senat zahlenmäßig durch Angehörige des sogenannten Ritterstands erheblich erweitert, seit Sulla genügte als Zugangsvoraussetzung die Bekleidung der Quaestur. Alle genannten hohen Staatsämter waren aber unbesoldete Ehrenämter (honores), weshalb nur ein bestimmter Personenkreis sich die Kandidatur und Ausübung leisten konnte.
Näherungsweise lässt sich von einer Gewaltenverschränkung sprechen, in der weder Exekutive und Judikative noch der zivile vom militärischen Amtsbereich getrennt waren. Aufgrund der zahlreichen Staatsämter, in denen sich viele grundverschiedene Elemente antiken Staatsdenkens wiederfinden, fiel bereits Zeitgenossen die theoretische Einordnung der römischen Republik schwer: So war sie weder eine reine Aristokratie noch Demokratie oder gar Monarchie. Der griechische Historiograph Polybios charakterisierte das republikanische Rom erstmals als so genannte Mischverfassung, welche verschiedene Elemente bekannter Verfassungsreinformen kombiniere (Monarchie – Konsulat, Aristokratie – Senat und Demokratie – Volksversammlung) und gerade deshalb besonders langlebig sei. Moderne Historiker wie Uwe Walter bezweifeln allerdings, dass Polybios mit seiner Anwendung hellenistischer Staatsvorstellungen auf Rom damit den Kern der Sache getroffen habe.

## Geschichte der Republik

### Entstehung der Republik

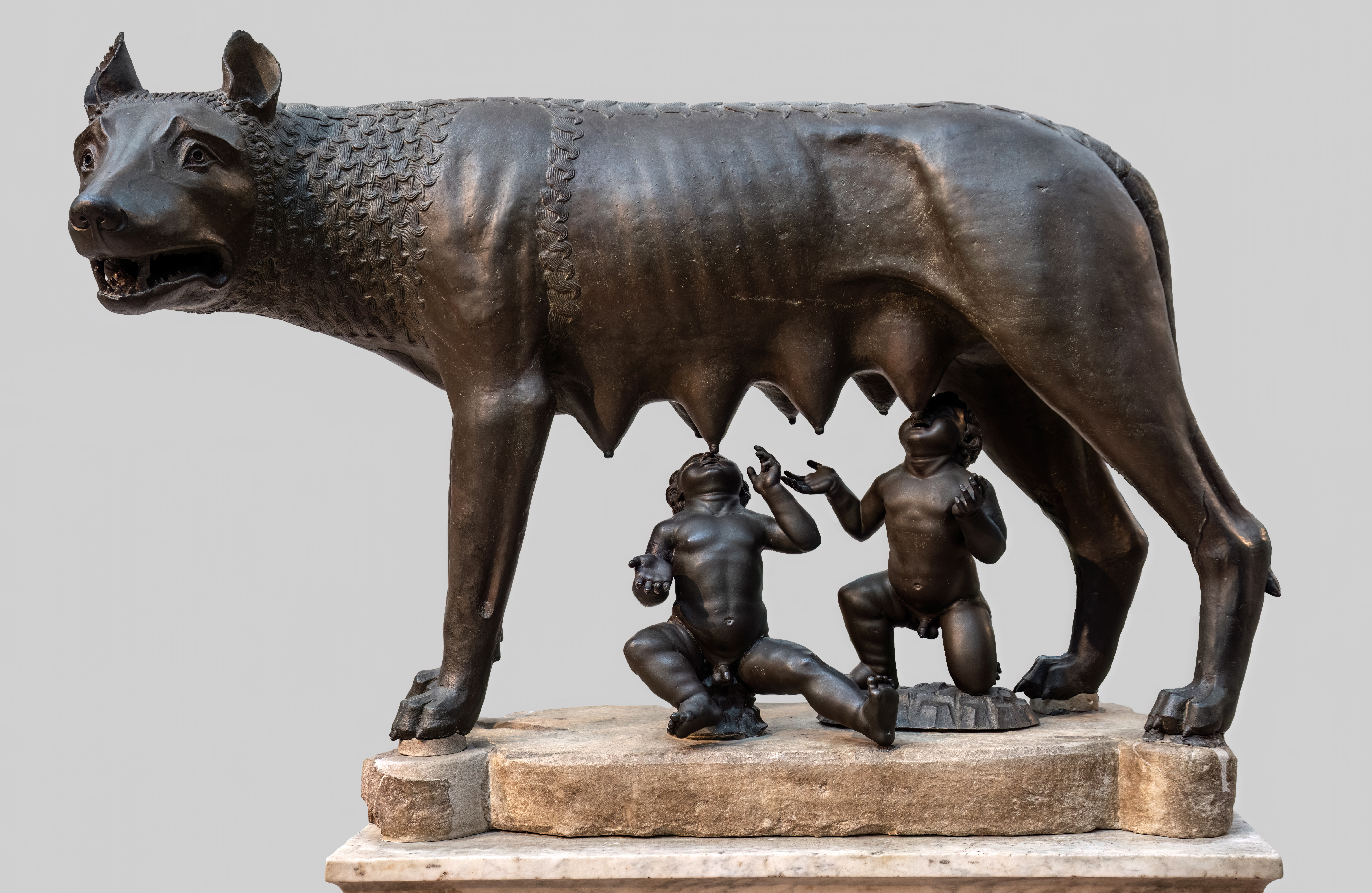
Legendärer Anfang Roms: Die Zwillinge Romulus und Remus werden von einer Wölfin gesäugt und aufgezogen.

Ein genaues Datum für die Entstehung der römischen Republik lässt sich nicht angeben, da die Quellen zur Frühzeit aus viel späterer Zeit stammen. Auch in der modernen Forschung herrscht zu vielen Punkten keineswegs Übereinstimmung.
Der römische Geschichtsschreiber Titus Livius berichtet um Christi Geburt, im Jahr 509 v. Chr. sei der letzte römische König Lucius Tarquinius Superbus vertrieben worden und Lucius Tarquinius Collatinus und Lucius Iunius Brutus seien zu den ersten Konsuln gewählt worden (siehe: Liste der römischen Konsuln). Als wichtigste Errungenschaften nennt er neben der neuen Freiheit, nämlich dass von da an die Herrschaft der Gesetze maßgeblicher war als die durch Menschen, die Prinzipien der Annuität und der Kollegialität der Magistrate. Wahrscheinlich wurde die Republik aber frühestens um 475 v. Chr. gegründet und erlangte erst im Verlauf der folgenden zweihundert Jahre ihre „klassische“ Form. Die Königsherrschaft jedenfalls wurde von vielen Römern rückblickend als Tyrannei empfunden und dementsprechend abgelehnt; in der breiten Bevölkerung mag diese Abneigung aber weniger ausgeprägt gewesen sein als in der politisch aktiven Oberschicht.
Im 5. Jahrhundert v. Chr. stand für den römischen Stadtstaat offenbar die Auseinandersetzung mit den Etruskern im Vordergrund. Wohl in der Mitte des 5. Jahrhunderts (angeblich 451) wurde das für römische Bürger geltende Recht auf zwölf Tafeln aufgezeichnet; dabei folgte man dem Vorbild der Griechen.

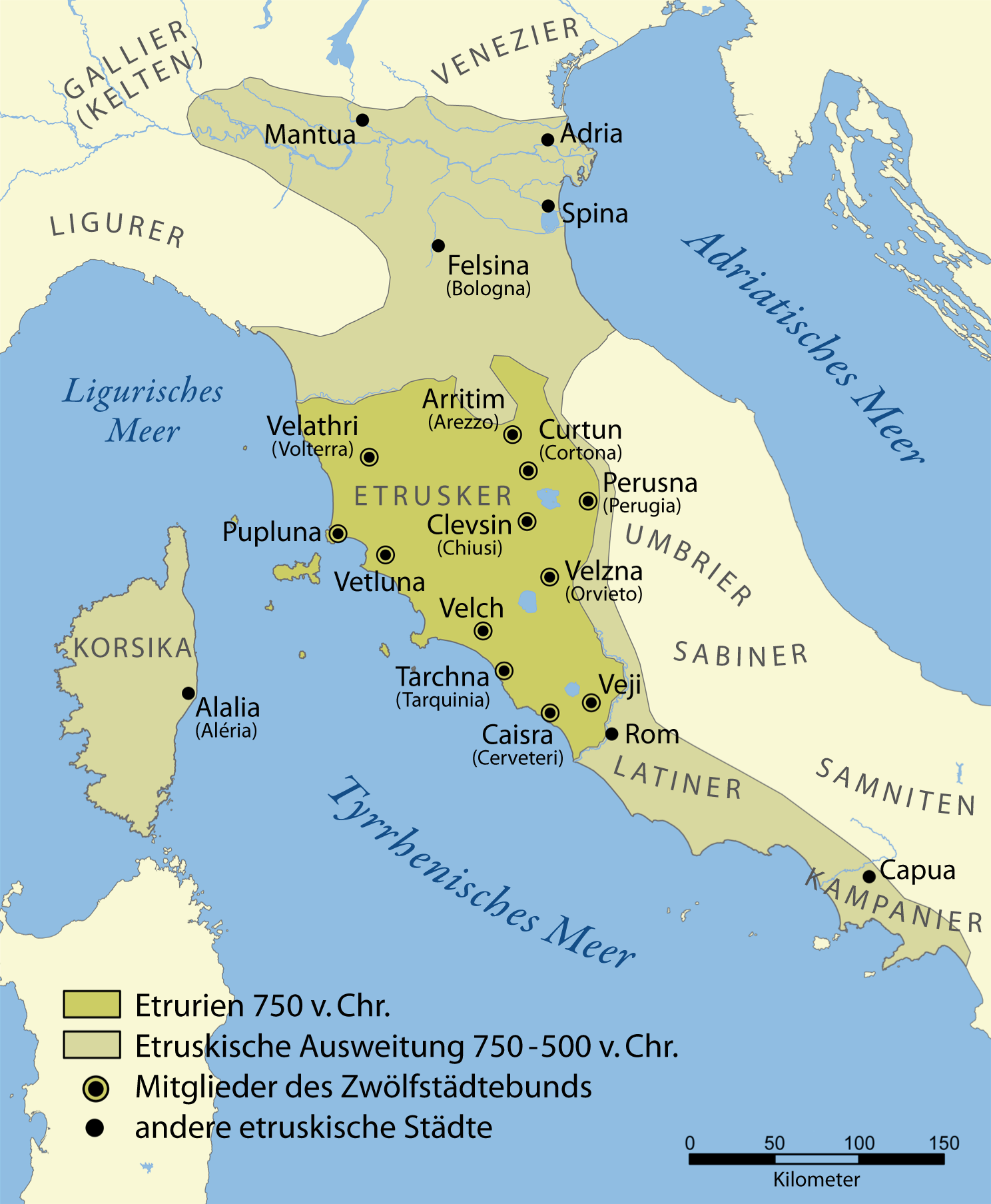
Mittelitalien um 500 vor Christus

Rom hatte vermutlich schon vor dem 6. Jahrhundert v. Chr. eine bedeutende Rolle in der Landschaft Latium gespielt (wie bedeutend diese war, ist ebenfalls umstritten). Nach der Etablierung der Republik begann man mit einer Expansionspolitik, die sich anfangs wohl meist aus der militärischen Abwehr einer vermeintlichen Bedrohung von außen ergab. Der entscheidende Wendepunkt von der Verteidigung zur Expansion war laut späterer Tradition die Plünderung der Stadt 387 v. Chr. nach dem dies ater, was als schwarzer Tag zu einer Mahnung verklärt wurde. Spätestens ab jetzt war das Ziel nicht mehr nur die Abwehr, sondern auch der endgültige Sieg über die Angreifer und deren Unterwerfung. Verhandlungsfrieden betrachteten die Römer hingegen stets nur als vorübergehend.
Bei Friedensverhandlungen mit unterworfenen Feinden erwiesen sich die Römer hingegen meist als flexibel und schlossen mit den gerade besiegten Gegnern in der Regel Bündnisse (foedera) zu annehmbaren Bedingungen. Die foederati bzw. socii (Bundesgenossen) mussten fortan Abgaben entrichten und für Rom kämpfen, bekamen dafür aber einen Anteil an der beweglichen Beute. Die Oberschicht der verbündeten Gemeinwesen konnte recht leicht das römische Bürgerrecht erwerben; ein Abfall von Rom wurde allerdings gnadenlos bestraft. Auf diese Weise wuchs durch die neu gewonnenen Bündnispartner unter den italischen Stämmen in Mittelitalien die römische Macht kontinuierlich. Bündnisse untereinander zu schließen war den Unterworfenen verwehrt, so dass das Imperium – nach dem Prinzip Divide et impera! – ein System zweiseitiger, auf Rom ausgerichteter Verträge war.
Jedoch nutzte man auch die erkannte Schwäche einer Stadt oder eines Gebietes aus, um sie zu erobern und dem römischen Machtgebiet einzugliedern, wie beispielsweise bei der etruskischen Stadt Veji im Jahre 396 v. Chr. Dabei behandelte man die besiegten Gegner weitaus rücksichtsloser, versklavte die Bevölkerung und verteilte ihren Besitz unter die römischen Bürger.
Nach gut hundert Jahren Expansion erlitt die kleine Republik am bereits erwähnten dies ater im Jahr 390 oder 387 v. Chr. einen schweren Rückschlag, als Rom von den gallischen Senonen eingenommen und geplündert wurde. Diese Erfahrung schlug sich, wie erwähnt, umgehend auf die Politik der jungen Republik nieder. Daraufhin rüstete Rom auf und expandierte bald darauf nach Süden und Norden. Die Samniten konnten in (auch wieder als Abwehrkämpfen verstandenen) harten und langwierigen Kämpfen zwischen 343 und 290 v. Chr. bezwungen und ihr Territorium in den so genannten Samnitenkriegen in das römische Machtgebiet eingegliedert werden. Die Etrusker hingegen, die zuvor vor allem das Gebiet nördlich Roms beherrschten und deren Macht im Niedergang begriffen war, wurden in kaum verhohlenen Angriffskriegen der römischen Macht unterworfen.

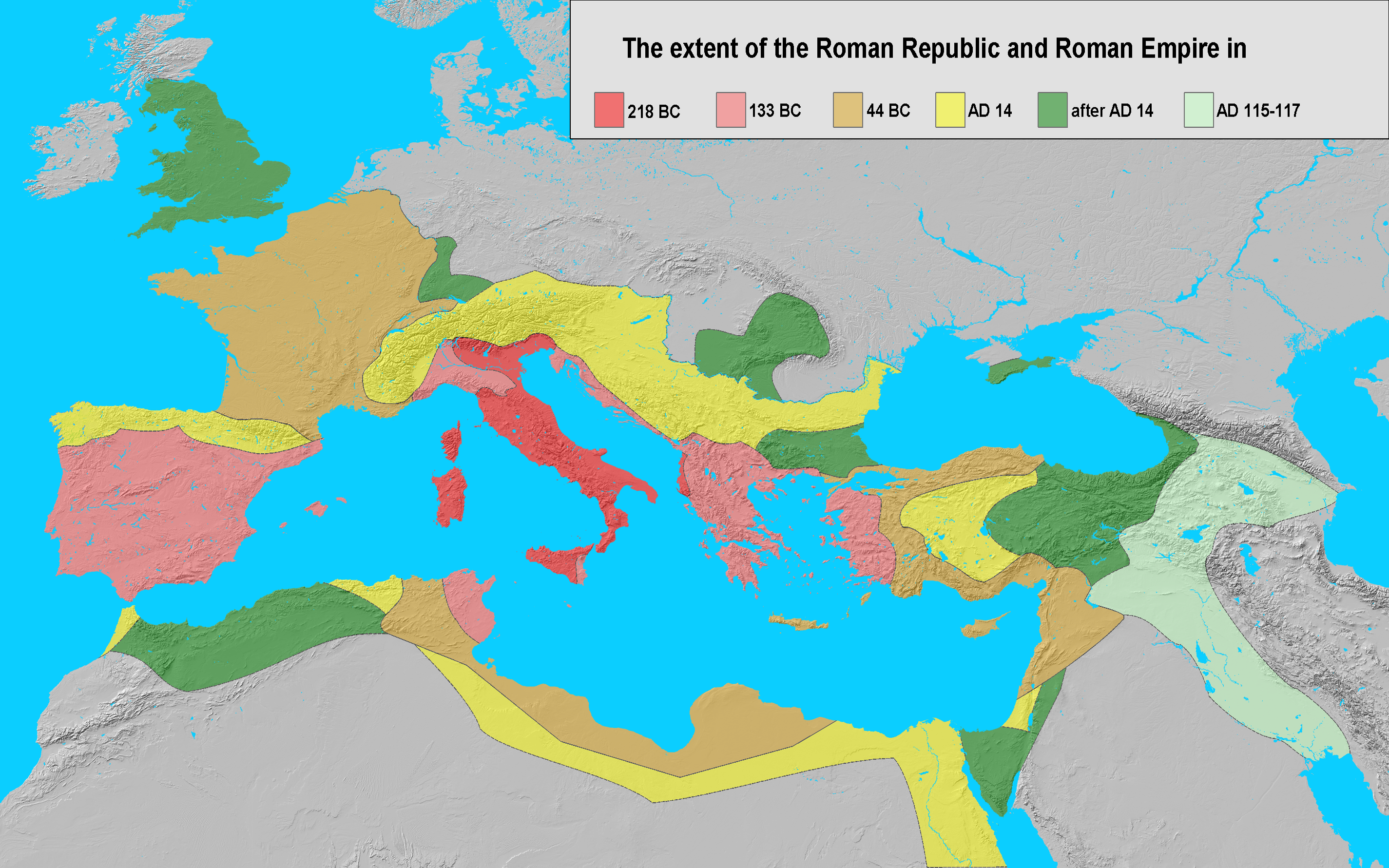
Die territoriale Expansion der römischen Republik über die Zeit, hier dargestellt mit dem Beginn 218 v. Chr. (218 BC dunkelrot) bis zu ihrem Ende 27 v. Chr. (after 14 AD grün) und dem Beginn des Prinzipat bzw. der römischen Kaiserzeit

Inzwischen hatte sich ein Erbadel gebildet, die Patrizier. Seit dem 4. Jahrhundert v. Chr. erkämpften sich wohlhabende Plebejer im Laufe der sogenannten Ständekämpfe jedoch immer mehr Rechte und auch Zugang zu den verschiedenen Ämtern. Bezeichnend ist, dass diese Ämter den jeweiligen Personen die Möglichkeit boten, Ansehen zu erwerben, gleichzeitig aber verlangt wurde, die persönlichen Ambitionen in Bahnen zu lenken, die auch dem Gemeinwesen nützlich waren. Anders als in Griechenland setzte sich nun die Ansicht durch, dass Aristokraten nur durch aktiven Dienst für den Staat Rang und Ansehen gewinnen könnten. Am Ende der Auseinandersetzungen entstand eine neue republikanische Aristokratie, die Nobilität, die aus Patriziern und aufgestiegenen plebejischen Familien bestand. Obwohl dynastisches Denken weiter eine Rolle spielte, verstand sich diese neue Oberschicht selbst vor allem als Meritokratie und konkurrierte darum, vom Volk in hohe Ämter gewählt zu werden. Das Ansehen und die Macht eines Senators wurde nun wesentlich dadurch bestimmt, welche Positionen im Staat er bekleidet hatte. Der „Hunger nach Ansehen“ vieler nobiles kann als ein Merkmal der römischen Republik gelten, was sich vor allem in der Krisenzeit der Republik als schwere Belastung erweisen sollte, als die Rivalität sich nicht mehr kanalisieren ließ, sondern zum Bürgerkrieg eskalierte.

### Aufstieg zur Vormacht Italiens

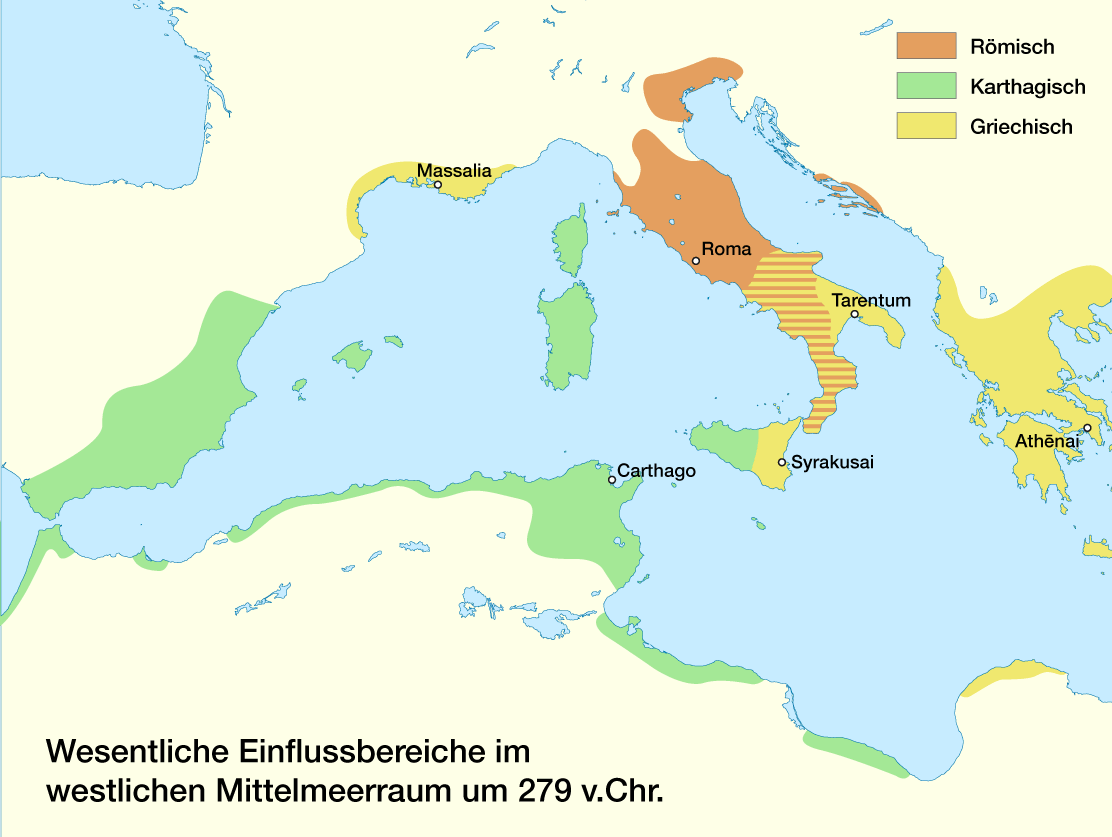
Westlicher Mittelmeerraum 279 vor Christus

In der Zeit nach 340 v. Chr. gelang es den Römern, die meisten Städte in der Region Latium in den Latinerkriegen unter römische Kontrolle zu bringen. Etwa ab 280 v. Chr. unterwarfen die Römer auch Süditalien, wo sich bereits Jahrhunderte zuvor Griechen niedergelassen hatten (siehe auch Pyrrhischer Krieg gegen den epirotischen König Pyrrhos). Zur Sicherung ihrer Herrschaft legten die Römer mehrere Kolonien an. Des Weiteren etablierte Rom ein Bündnissystem mit mehreren Städten und Stämmen, so auch mit den Samniten, die in harten Kämpfen unterworfen worden waren (siehe oben).
So gab es
- römische Vollbürger (aus der Stadt Rom, den Kolonien oder eingegliederten Stämmen),
- Gemeinden mit römischem Bürgerrecht, aber ohne Stimmrecht, und
- Bundesgenossen, die ihre innere Autonomie bewahren konnten.

Dieses Bündnissystem wurde zum Eckpfeiler dessen, was man heute das Römische Reich nennt.
In der Zeit zwischen 264 v. Chr. und 146 v. Chr. führte Rom die drei Punischen Kriege, durch die der Stadtstaat schließlich zur Großmacht aufstieg. Der Erste Punische Krieg (264–241 v. Chr.) entstand aufgrund der expansionistischen Politik Roms gegenüber der Handelsrepublik Karthago. Rom war gezwungen, eine Flotte aufzubauen. 241 v. Chr. vernichtete es die karthagische Flotte bei den Ägadischen Inseln. Karthago zahlte Kriegsentschädigungen und verzichtete auf Sizilien, behielt aber seine Einflusssphäre in Hispanien, wo die Barkiden ein neues karthagisches Kolonialreich errichteten.
Rom richtete unterdessen in seinen Eroberungen die Provinzen Sicilia (241 v. Chr.) und Sardinia et Corsica (238 v. Chr.) ein, deren Verwaltung ehemaligen Praetoren anvertraut wurde.
Mit den Illyrischen Kriegen, in deren Verlauf die Republik ihre ersten Besitzungen an der östlichen Adriaküste erwarb, begann ab 229 v. Chr. Roms Engagement im Osten. Wenig später begann auch die Unterwerfung der Gallier in der Poebene.

### Bewährungsprobe gegen Hannibal
Der karthagische Stratege Hannibal stieß von Spanien aus 218 v. Chr. im Zweiten Punischen Krieg (218–201 v. Chr.) gegen Rom vor. Er überschritt die Alpen und trug den Krieg ins römische Kernland. Nach mehreren Niederlagen der Römer (u. a. in der Schlacht am Trasimenischen See 217 v. Chr.) schien es so, als würde Rom fallen. In der größten Not griff der römische Staat 217 v. Chr. zum äußersten Mittel, der Ernennung eines Diktators. Da der Diktator Quintus Fabius Maximus Cunctator eine hinhaltende Verteidigungsstrategie zur Anwendung brachte, war Hannibal trotz aller Erfolge (vor allem 216 v. Chr. in der Schlacht von Cannae) nicht in der Lage, den römischen Widerstandswillen zu brechen. Insbesondere gelang es ihm nicht, das italische Bündnissystem Roms aufzubrechen. Nachdem auch eine Allianz Hannibals mit Philipp V. von Makedonien wirkungslos geblieben war, konnte u. a. der Feldherr Marcus Claudius Marcellus die Karthager in Italien allmählich in die Defensive drängen. Fabius Maximus und Marcellus wurden deshalb auch von Poseidonios als „Schild und Schwert Roms“ bezeichnet. Beim Angriff auf die barkidischen Besitzungen in Hispanien gelang es Publius Cornelius Scipio Africanus, die Karthager bis 206 v. Chr. von der Iberischen Halbinsel zu vertreiben. 204 v. Chr. landete er in Nordafrika und besiegte dort Hannibal 202 v. Chr. bei Zama entscheidend. Im Friedensschluss verlor Karthago alle Außenbesitzungen und die Flotte.
Die Abwendung der tödlichen Bedrohung ihres Staatswesens durch den genialen Feldherrn Karthagos wurde für die Römer der folgenden Generationen zu einem zweiten Gründungsmythos der Stadt, einer beständigen Quelle der Inspiration in scheinbar aussichtslosen Situationen und einem leuchtenden Ideal staatsdienlicher Tugend.

### Der Preis der Weltmacht
Durch die Einrichtung der Provinzen Gallia cisalpina (203 v. Chr.) sowie Hispania citerior und Hispania ulterior (197 v. Chr.) stieg die Zahl der außeritalischen Verwaltungsgebiete auf fünf an, 168 v. Chr. kam mit der Provinz Illyrien ein sechstes hinzu.
Bereits 200 v. Chr. hatte Rom in Griechenland gegen die Hegemonie Makedoniens unter dem Antigoniden Philipp V. interveniert und ihn im Zweiten Makedonisch-Römischen Krieg besiegt. 196 v. Chr. wurde Griechenland vom philhellenisch gesinnten Titus Quinctius Flamininus für frei erklärt. Dennoch bestimmte Rom als Protektoratsmacht von nun an die Geschicke der Hellenen. Im Römisch-Syrischen Krieg kämpfte es 192–190 v. Chr. gegen den Seleukidenkönig Antiochos III., der die entscheidende Schlacht bei Magnesia verlor. Nach Verdrängung der Seleukiden aus Kleinasien bis zum Taurus wurde dort als neuer Ordnungsfaktor das Reich von Pergamon installiert. Zu diesem Zeitpunkt war Rom endgültig die Vormacht im Mittelmeerraum, und in den folgenden Jahrzehnten legte die „gereizte Weltmacht“ alle Zurückhaltung ab. Rom diktierte nun die Bedingungen, und im Konflikt zwischen dem in Ägypten eingedrungenen Seleukidenkönig Antiochos IV. und dem Ptolemäerreich genügte am Tag von Eleusis 168 v. Chr. ein ultimatives Wort des römischen Gesandten Gaius Popillius Laenas, um den siegreichen Seleukiden zur Herausgabe sämtlicher Eroberungen zu bewegen. Antiochos war gewarnt durch das Schicksal der Antigoniden, deren letzter König Perseus nach der Schlacht von Pydna kaum einen Monat zuvor entmachtet, gefangen genommen und bis an sein Lebensende eingekerkert wurde.
Nach der Ausschaltung Makedoniens und der Zerstörung Korinths (146 v. Chr.) ging schließlich ganz Griechenland in der Provinz Macedonia auf. Im gleichen Jahr wurde nach dem Dritten Punischen Krieg (149–146 v. Chr.) auch Karthago zerstört und die Provinz Africa eingerichtet. 133 v. Chr. folgte infolge eines Erbvertrags auf dem Boden des Reiches von Pergamon die Provinz Asia, wodurch die Gesamtzahl der Provinzen auf neun anstieg.
Der Aufstieg Roms zur Großmacht brachte für den Staat neben vielen Vorteilen auch eine Reihe von Problemen. Vor allem die Verwaltung der Provinzen wurde zu einer Herausforderung mit bedenklichen Nebenwirkungen. Die Möglichkeit zur Ausbeutung der Untertanen war für viele Promagistrate eine große Versuchung, so dass es zu einer gefährlichen Zunahme der Korruption kam. So wurde es bald üblich, dass Kandidaten für die wichtigsten Staatsämter sich im Wahlkampf schwer verschuldeten in der sicheren Erwartung, dass die Verwaltung der Provinz die Spesen später gut verzinst wieder einbringen würde. Mit sogenannten Repetundenverfahren gegen die dreistesten Peiniger suchten die Opfer dieser Politik sich mitunter zur Wehr zu setzen, doch im Ergebnis schürten diese oft spektakulären Prozesse nur noch größere Unruhe in der römischen Nobilität.
Durch die Eroberung weiter Teile des Mittelmeerraums sah sich die römische Gesellschaft zunehmend fremden Kultureinflüssen ausgesetzt. Tiefe Spuren hinterließ vor allem der enge Kontakt mit der hellenistischen Welt. Besonders in der römischen Oberschicht wurden die verfeinerten Sitten der Griechen zur vorherrschenden Mode, bis selbst der Luxus des Orients nicht mehr verpönt war. Ein geflügeltes Wort der Zeit behauptete deshalb, dass Griechenland, nachdem es von Rom erobert worden war, die Römer selber eroberte.
Als altrömisch-konservativer Vertreter gegen „Überfremdung und Sittenverfall“ aufgrund griechischer Einflüsse trat in der ersten Hälfte des 2. Jahrhunderts v. Chr. der Censor Marcus Porcius Cato der Ältere auf, der seine jüngeren Senatskollegen in Reden und Schriften ermahnte, Anstand und Tugend der Ahnen nicht aus den Augen zu verlieren. Seine Zensur 184 v. Chr. war vor allem deshalb so aufsehenerregend, weil er als homo novus (politischer Aufsteiger) kraft seiner damaligen Amtsgewalt und rhetorischen Fertigkeit mit schonungsloser Energie und ohne die gewohnte Rücksichtnahme auch die vornehmsten Nobiles angriff. Allerdings vermochte auch er den hellenistischen Einfluss auf die Sitten der römischen Gesellschaft nicht nachhaltig zurückzudrängen.

### Die Krise der Republik
Unter dem Eindruck dieser Veränderungen zeigte das Fundament der Römischen Republik schließlich erste Risse: Der hartnäckige Widerstand der Keltiberer im Spanischen Krieg (154–133 v. Chr.) zeigte den Legionen erstmals seit den Tagen Hannibals ihre Grenzen. 136 v. Chr. begann der Sklavenkrieg auf Sizilien. Ab 133 v. Chr. kam es mit der Phase der „Römischen Revolution“ (Ronald Syme) zu einer schweren und andauernden Krise der Republik.
Als entscheidende Katalysatoren erwiesen sich dabei zunächst die Agrarfrage und die eng damit verbundene Frage der Militärverfassung. Das traditionelle Milizsystem, bei dem alle Bürger der Stadt an der Verteidigung und Kriegführung beteiligt waren und dabei ihre militärische Ausrüstung selbst bezahlten, erwies sich angesichts der vielen durch die Expansion notwendig gewordenen Feldzüge als nicht mehr praktikabel. Einerseits verarmten viele Kleinbauern, weil sie durch die ausgedehnten Feldzüge immer weniger zur Erfüllung ihrer landwirtschaftlichen Tätigkeiten kamen und ökonomisch durch die gewonnenen Kriege eher verloren. Andererseits konnten wenige patrizische Grundbesitzer mit ihrer Kriegsbeute große Ländereien, sogenannte Latifundien erwerben, mit deren Produkten sie den einfachen Bauern auch noch konkurrenzmäßig zusetzten. Die Gegensätze führten schließlich zu einem Jahrhundert der Bürgerkriege, das mit dem Untergang der Republik endete.

### Die Reformversuche der Gracchen
Der Volkstribun Tiberius Sempronius Gracchus schlug um 133 v. Chr. eine Landreform vor, um den Großgrundbesitz über eine festgelegte Menge hinaus an besitzlose Proletarier zu verteilen, und so das Kleinbauerntum wieder zu stärken. Die Agrarreform hatte damit auch das erklärte Ziel, der angeblichen Schwächung der römischen Militärkraft entgegenzuwirken. Tiberius entstammte selbst einer reichen Familie und wurde von wichtigen Senatoren unterstützt; die Frage, wieso seine Vorschläge auf den erbitterten Widerstand vieler anderer Senatoren stießen, wird in der Forschung kontrovers diskutiert. Obwohl sein Vorschlag im Senat keine Mehrheit fand, brachte er ihn dennoch in der Volksversammlung ein; ein erster Bruch mit den republikanischen Normen. Als die Gegner der Reform daraufhin den Volkstribun Marcus Octavius vorschickten, um die Reform per Veto zu verhindern, ließ Gracchus seinen Konkurrenten durch Abstimmung in der Volksversammlung absetzen. Dieser Verfassungsbruch und die ebenfalls widerrechtliche Kandidatur für eine zweite Amtszeit veranlassten mehrere Senatoren, den unbequemen Politiker während einer Volksversammlung zu erschlagen, da man ihm unterstellte, eine Tyrannis errichten zu wollen.
Zehn Jahre nach diesen Ereignissen hatte der Volkstribun Gaius Sempronius Gracchus noch weiterreichende Ziele (Leges Semproniae). Im Andenken an seinen ermordeten Bruder begann er mit der Erneuerung des Ackergesetzes und mit einer Maßnahme zur Versorgung der bedürftigen Stadtbevölkerung mit billigem Getreide. Weitere Vorschläge zielten auf die Besetzung der Richterstellen mit Mitgliedern aus dem Ritterstand, die Besteuerung der Provinz Asia und die Verleihung des römischen Bürgerrechtes an die italischen Bundesgenossen. Besonders der eingebrachte Gesetzesantrag zur Ausweitung des Bürgerrechts brachte ihn ins politische Abseits. Selbst der Ritterstand versagte ihm trotz der neuen zuerkannten Rechte die Unterstützung. Aus Furcht vor einem Verfassungsumsturz ging die Senatsmehrheit schließlich gegen Gracchus und seine Anhänger vor, die sich unter Führung des ehemaligen Konsuls Marcus Fulvius Flaccus auf dem Aventin verschanzten. Der Senat erklärte daraufhin erstmals den Staatsnotstand (SCU = Senatus consultum ultimum) und ließ die Aufrührer in blutigen Straßenkämpfen töten.

### Optimaten und Popularen
Fortan eskalierten die Konflikte innerhalb der römischen Oberschicht immer mehr. Spätestens seit dem Tod der Gracchen standen sich in Rom die beiden Gruppen der Optimaten und Popularen zunehmend unversöhnlich gegenüber. Beide bestanden aus Angehörigen der Nobilität, und es handelte sich auch nicht um Parteien im modernen Sinne. Während die sogenannten Optimaten bestrebt waren, den überragenden Einfluss des Senats zu wahren, suchten die Popularen, oftmals besonders mächtige Aristokraten, die sozialen Gegensätze durch Reformversprechen politisch auszunutzen, um sich auf diese Weise und unter Umgehung des Senats gegen ihre Rivalen durchzusetzen. Spätestens seit den Gracchen bedienten sie sich dabei bevorzugt der gesetzgebenden Volksversammlung. Ein wichtiger Schritt in der Karriere eines popularen Politikers war deshalb das sakrosankte Amt des Volkstribunen, das von ehrgeizigen Bewerbern benutzt wurde, um Landreformen oder Getreideverteilungen vorzuschlagen, um so an Popularität zu gewinnen. Ihre Gegenspieler im gleichen Amt konnten dagegen ihr Vetorecht nutzen, um die Reformen zu verhindern.
Einer der ersten Politiker, der dem Vorbild der Gracchen nacheiferte, war der Volkstribun Lucius Appuleius Saturninus, der 100 v. Chr. zum Staatsfeind erklärt und ebenfalls erschlagen wurde. Das Volkstribunat blieb nach dieser Vorbelastung ein problematisches Element der römischen Verfassung, da es einerseits genutzt werden konnte, um wichtige Reformen voranzutreiben, andererseits jedoch immer im Geruch des Verfassungsumsturzes stand. So hatten die ersten Rechtsbrüche zur Zeit der Gracchen bald weitere zur Folge, die schließlich den Niedergang der Republik einleiten sollten.

### Die Heeresreform des Marius

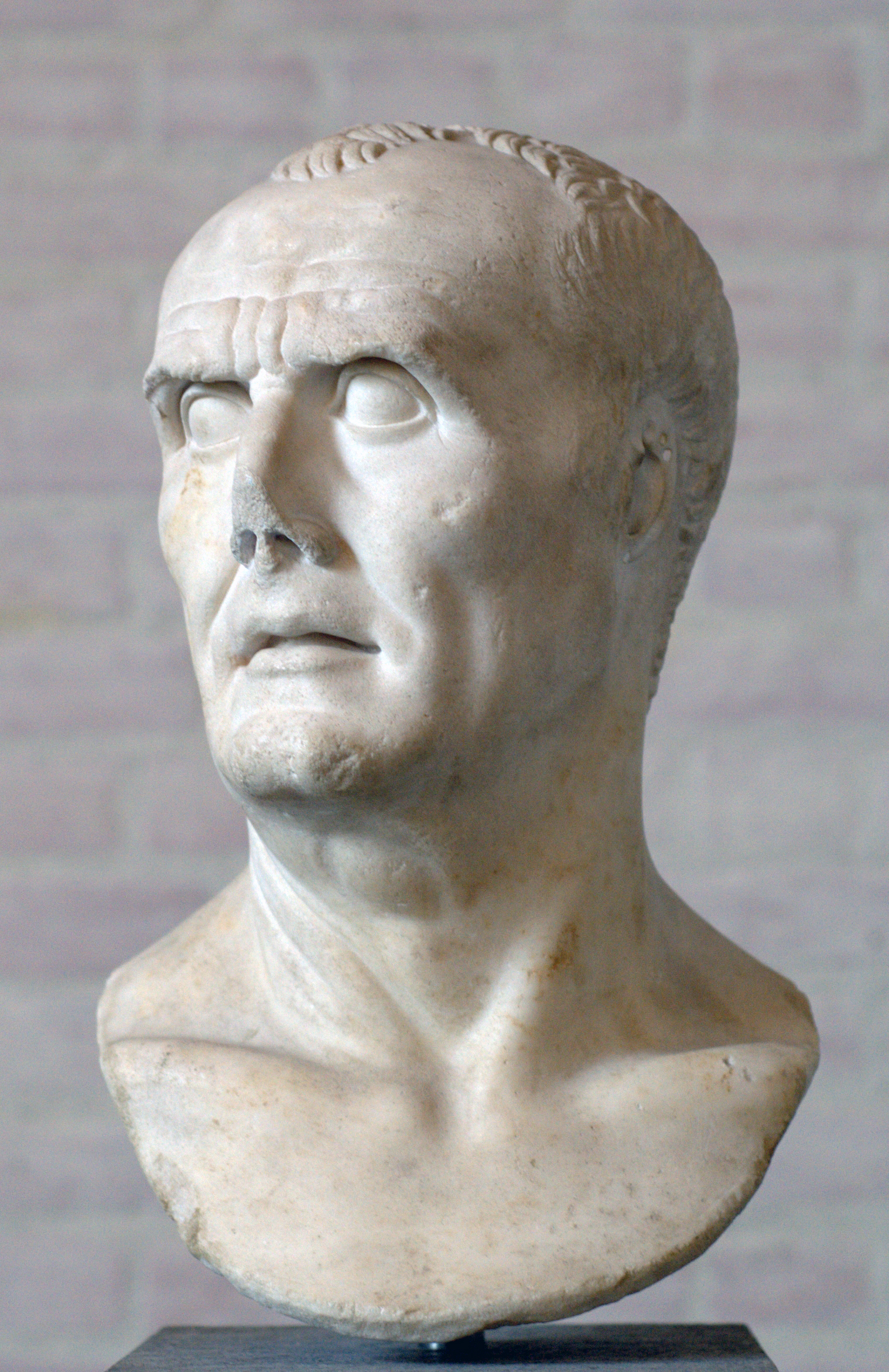
Bildnis eines Unbekannten, mit Gaius Marius identifiziert, dem Heerführer gegen die Kimbern und Teutonen und siebenmaligen Konsul

Als die Invasionszüge der Kimbern und Teutonen (113–101 v. Chr.) im Alpenraum und der Jugurthinische Krieg (111–105 v. Chr.) in Numidien die Grenzen der römischen Militärmacht aufzeigten, setzte der römische Feldherr und spätere Anführer der Popularen Gaius Marius schließlich eine umfassende Reform der traditionellen Militärverfassung durch. Durch Einführung einer Berufsarmee von besoldeten, gut ausgebildeten und länger dienenden Soldaten, die er gerade aus der neu entstandenen besitzlosen römischen Unterschicht rekrutierte und die dafür nach Beendigung ihrer Dienstzeit auf besondere Privilegien hoffen konnten, war er in der Lage, den Verlust der traditionellen Milizarmee militärisch mehr als auszugleichen.
Allerdings führte der Umbau der Heeresverfassung in einer Zeit, in der die militärische Schlagkraft einer Gesellschaft sehr bedeutsam war, zu ganz neuen, ungeahnten gesellschaftlichen Veränderungen: Die neue Militärverfassung führte zur so genannten Heeresklientel, der engeren Bindung der Soldaten an ihren jeweiligen Feldherrn. Für die meist besitzlosen Soldaten war der Kriegsdienst nun nicht mehr eine Pflicht neben ihrem normalen Beruf, sondern der einzige Broterwerb. Die Söldner erwarteten deshalb von ihren Feldherren Beute und darüber hinaus nach ihrer Entlassung eine Versorgung mit Landbesitz. Die Versorgung der Veteranen wurde nun zu einem Thema, das die politische Diskussion in Rom immer wieder beeinflusste.
Der erste Feldherr, dessen Karriere diese neuen Abhängigkeiten verdeutlichte, war Marius, der nach seiner Heeresreform die Kimbern und Teutonen vernichtete und danach durch die Versorgung seiner Veteranen und die damit verbundene Landproblematik zum Führer der Popularen aufstieg, von denen er insgesamt siebenmal zum Konsul gewählt wurde.
Die enge Bindung der Truppen an einzelne Feldherren erwies sich jedoch auch in einer anderen Hinsicht als schwere Belastung der politischen Verfassung. Denn für die Feldherrn ergab sich nun die Möglichkeit, mit den ihnen ergebenen Truppen eigene Interessen auch gegen den Willen von Senat oder Volksversammlung durchzusetzen. Das Zeitalter der Bürgerkriege ist von diesen „privaten“ Armeen ehrgeiziger Politiker geprägt. So ergab sich ein Strukturproblem: Von den Söhnen der römischen Nobilität wurde eine erfolgreiche Karriere im Militär- und Staatsdienst erwartet, doch anschließend sollten sie sich auch wieder in die Hierarchie einreihen.

### Die Diktatur Sullas

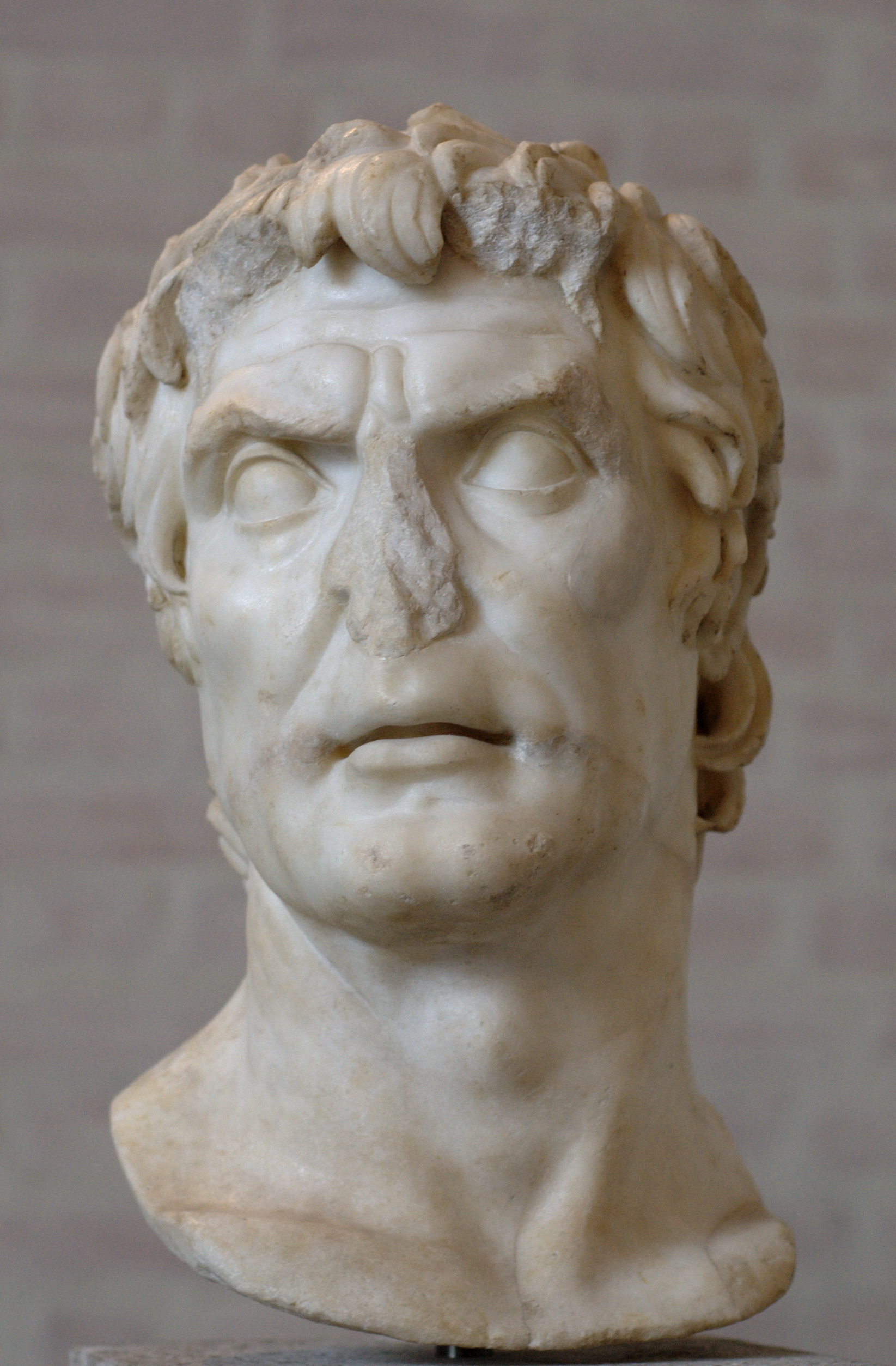
Bildnis eines Unbekannten, mit Sulla identifiziert, Münchner Glyptothek (Inv. 309)

91–89 v. Chr. kam es zum Bundesgenossenkrieg, in dessen Verlauf sich die römischen Bundesgenossen schließlich das volle Bürgerrecht erkämpften. 88 v. Chr. begann der Kampf gegen Mithridates VI. von Pontos, der in einer Nacht mehrere Tausend römische Siedler hatte umbringen lassen (Vesper von Ephesos).
In der römischen Innenpolitik kam es unterdessen zu einer Eskalation der Gewalt zwischen den Parteien der Optimaten und Popularen, in deren Verlauf zuerst der Führer der Optimaten Lucius Cornelius Sulla und danach auch die Popularen unter Gaius Marius und Lucius Cornelius Cinna an der Spitze ihrer bewaffneten Anhänger auf die Hauptstadt marschierten, um die Gegner in die Schranken zu weisen und die alleinige Macht zu ergreifen. Nachdem es Sulla im Osten gelungen war, Mithridates zurückzudrängen, kehrte er mit seinen Veteranen nach Italien zurück und marschierte ein zweites Mal auf Rom, um die Herrschaft der Popularen, deren Führer Marius und Cinna verstorben waren, zu beenden. Anschließend ließ er sich zwecks Neuordnung des Staatswesens zum Diktator ernennen (82–79 v. Chr.) und errichtete eine kurzfristige Terrorherrschaft, in deren Verlauf zahlreiche Gegner auf Proskriptionslisten gesetzt wurden, um sie für vogelfrei zu erklären und ungestraft ermorden zu können. Durch verfassungspolitische Reformen, darunter die Beschränkung der Befugnisse der Volkstribunen durch Eingrenzung des Vetorechts, suchte er dann nach Wegen, die Senatsherrschaft wieder zu festigen. Er erhöhte die Mitgliederzahl im Senat von 300 auf 600. Ferner organisierte er die Magistratur neu, indem er die höchsten Amtsträger schwächte und Mindestaltersregelungen und Beschränkungen zur Wiederwahl erließ. Als er glaubte, genug getan zu haben, legte er seine Diktatur freiwillig nieder und zog sich aus der Politik zurück.
Die Illusion der „Restauration Sullas“ hielt jedoch nicht lange vor. Nach seinem baldigen Tod im Jahr 78 v. Chr. wurden seine Maßnahmen und vor allem die Verbrechen seiner Anhänger zu einer Quelle anhaltender Konflikte. Die Angehörigen der Opfer, die oft auch ihren Besitz verloren hatten, forderten Rehabilitation und Entschädigung, konnten sich aber erst allmählich in Prozessen Gehör verschaffen. So wurden viele Maßnahmen des Diktators in den folgenden Jahrzehnten wieder rückgängig gemacht, und auch die Volkstribunen wurden nach einer gewissen Frist 70 v. Chr. wieder in ihre vollen Rechte eingesetzt.

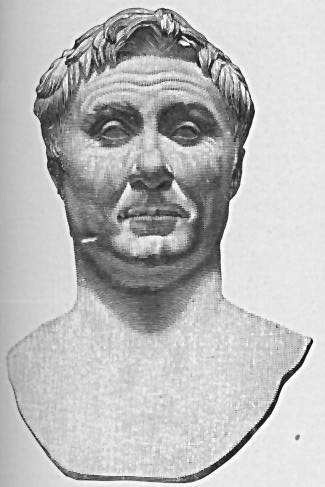
Büste von Pompeius dem Großen

### Das erste Triumvirat
Infolge der Krise der späten Republik kam den erfolgreichen Feldherren eine besondere Bedeutung zu. Gnaeus Pompeius Magnus, der in jungen Jahren unter Sulla gedient hatte, kämpfte 76–71 v. Chr. letztlich erfolgreich gegen die Partei des Marianers Quintus Sertorius in Spanien und besiegte nach seiner Rückkehr nach Italien die Reste der Truppen von Spartacus, dessen Sklavenaufstand (73–71 v. Chr.) von Marcus Licinius Crassus niedergeschlagen worden war. Im folgenden Jahr 70 v. Chr. bekleideten Pompeius und Crassus gemeinsam das Konsulat. In dieser Zeit revidierten sie, obwohl sie selbst zu den Anhängern Sullas zählten, einige unpopuläre Entscheidungen wie die Beschneidung der Befugnisse der Volkstribunen. Anschließend errang Pompeius großen Ruhm durch die Ausschaltung der Kilikischen Piraten (67 v. Chr.), durch die endgültige Niederringung des Mithridates sowie durch die Neuordnung Vorderasiens (64/63 v. Chr.), wo er u. a. das Seleukidenreich beseitigte und an seiner Stelle die Provinz Syria einrichtete, ferner die dortige römische Herrschaft durch mehrere vorgelagerte Klientelstaaten schützte. Die für seine Aufgaben erforderlichen außerordentlichen Imperien gaben Pompeius eine Machtfülle, die kein römischer Feldherr vor ihm besessen hatte. Aus diesem Grund bildete sich bei den Optimaten Widerstand gegen den erfolgreichen Feldherren, da sie ihren Einfluss bedroht sahen.
Nach der Rückkehr des Pompeius aus dem Osten 62 v. Chr. präsentierte sich jedoch wieder das alte Problem der Versorgung seiner von ihm freiwillig verabschiedeten Soldaten. Da der Feldherr sich trotz seines enormen Ansehens politisch nicht gegen die nach der Unterdrückung der Catilinarischen Verschwörung (63 v. Chr.) gestärkten konservativen Kräfte im Senat durchsetzen konnte, suchte er nach alternativen Wegen. Sein geheimes Bündnis mit Marcus Licinius Crassus und Gaius Iulius Caesar (60 v. Chr.) war dann ein klarer Versuch, die verfassungsmäßige Machtverteilung zu umgehen. Das sogenannte Erste Triumvirat ist damit ein deutliches Indiz für die strukturelle Schwäche der späten Republik, deren Institutionen sich den neuen Anforderungen nicht gewachsen zeigten. Tatsächlich war eine freie Wahl der Konsuln und die Auslosung der Provinzen danach nicht mehr gegeben, weil die Triumvirn alle wichtigen Staatsämter vorab unter ihren Gefolgsleuten verteilten und durch Bestechung oder Einschüchterung der Gegenpartei Sorge trugen, dass die Komitien in ihrem Sinne abstimmten. Aufmerksame Beobachter wie der bedeutende Redner Marcus Tullius Cicero erkannten die Krise, konnten sich aber nicht gegen die radikaleren Kräfte auf beiden Seiten durchsetzen, unter denen der zwielichtige Volkstribun Publius Clodius Pulcher für die Popularen und der sittenstrenge Praetor Marcus Porcius Cato der Jüngere bei den Optimaten den Ton angaben. „Cato stellt Anträge, als ob er sich in Platons Idealstaat und nicht in Romulus’ Schweinestall befände“, urteilte Cicero über den allzu rechtschaffenen Kollegen und die Widersprüche seiner Zeit.
Caesar setzte als Konsul 59 v. Chr. unter Nichtbeachtung seines Amtskollegen die Anerkennung von Pompeius’ Anordnungen im Osten sowie dessen Veteranen zugutekommende Ackergesetze durch. Für sich selbst erreichte Caesar die Übertragung einer fünfjährigen Statthalterschaft über zwei gallische Provinzen, die später um weitere fünf Jahre verlängert wurde. In dieser Position unterwarf er 58–51 v. Chr. in blutigen Kämpfen das bis dahin freie Gallien bis an den Rhein und überflügelte damit Pompeius. Nach dem Tod des Crassus nach dessen Niederlage gegen die Parther bei Carrhae (53 v. Chr.) im ersten Partherkrieg nahm die Konkurrenz der beiden verbliebenen Triumvirn stetig zu. Dazu trug auch der Tod Iulias, der Tochter Caesars und Gattin des Pompeius, und die Annäherung von Pompeius an die konservativen Senatskreise bei, die um ihre republikanische Freiheit fürchteten.

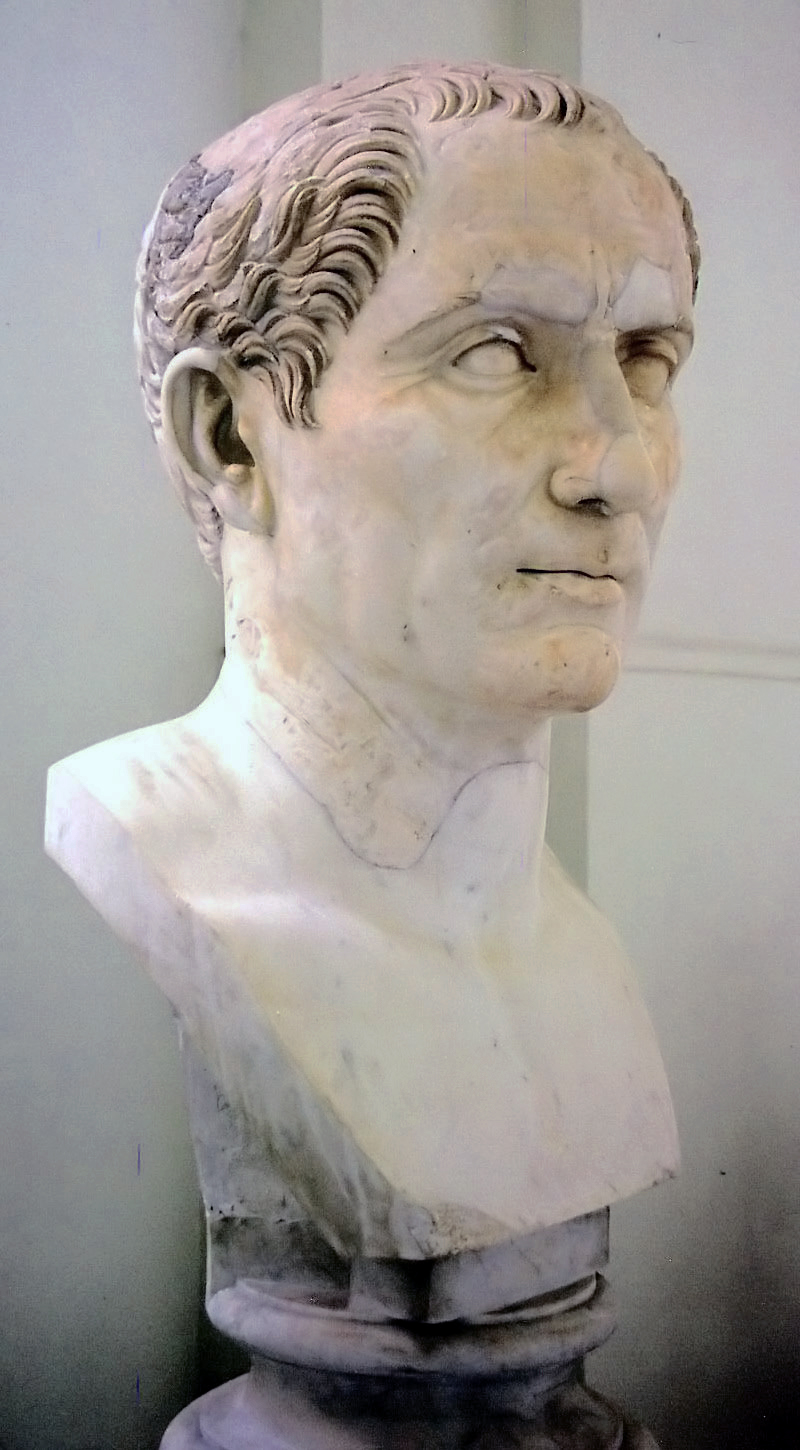
Gaius Iulius Caesar, postumer Porträttypus, Archäologisches Nationalmuseum Neapel

### Bürgerkrieg und Alleinherrschaft Caesars
Durch die Unterstützung der Optimaten erhielt Pompeius Hispanien, um ein Gegengewicht zu Caesars Provinz Gallien zu besitzen. Caesars größtes Problem war indes die Drohung seiner Gegner, ihn nach seiner Rückkehr in Rom als Privatmann mit Prozessen zu überziehen. Er suchte daher eine Sondererlaubnis zu erwirken, um sich noch vor Ablauf seines Mandats in Abwesenheit für ein neues Staatsamt zu bewerben, wodurch er seine Immunität verlängert hätte. Im Vertrauen auf die Macht des Pompeius lehnten die Senatoren die Forderung ab. In Erwartung einer abschlägigen Antwort hatte sich Caesar allerdings schon auf den Bürgerkrieg vorbereitet und in seiner Provinz zusätzliche Truppen ausgehoben. Nachdem sein letzter Kompromissvorschlag von den Anhängern des Pompeius zurückgewiesen worden war, überschritt er Anfang 49 v. Chr. den Rubikon, die Grenze zwischen seiner Provinz und Italien. Die Konsuln und der Senat ließen ihn durch Ausrufung des Ausnahmezustands (Senatus consultum ultimum) zum Staatsfeind erklären, sahen sich jedoch durch seinen Vormarsch gezwungen, die Hauptstadt zu räumen, und flohen unter Führung des Pompeius über die Adria nach Epirus. Im folgenden Bürgerkrieg wurde Pompeius 48 v. Chr. bei Pharsalos in Thessalien von Caesar geschlagen und bald darauf in Ägypten ermordet.
Caesar führte nach einem kriegerischen Intermezzo zur Unterstützung Kleopatras in Ägypten weitere Kämpfe gegen die Pompeianer, die er bei Thapsus in Nordafrika (Selbstmord Catos 46 v. Chr.) und bei Munda in Spanien (45 v. Chr.) entscheidend besiegte. Danach war er de facto Alleinherrscher des Römischen Reiches und besetzte die Staatsämter nach Belieben. Für ihn hatte die republikanische Staatsform, die für ihn „ein Nichts, ein bloßer Name ohne Körper und Gestalt“ war, keine Zukunft mehr. Gegen den immer diktatorischer auftretenden Machthaber kam es trotz dessen Versöhnungspolitik zu einer Verschwörung unter Führung von Marcus Iunius Brutus und Gaius Cassius Longinus, der Caesar am 15. März 44 v. Chr. (Iden des März) zum Opfer fiel.
Die Verschwörer erhofften sich von der Ermordung des „Tyrannen“ die Wiederherstellung einer von der Senatsaristokratie beherrschten Republik. In diesem Sinn begrüßte auch der in die Planung des Anschlags nicht eingeweihte Konsular Cicero diese Tat. In einer Serie von Reden bekämpfte er Caesars engen Vertrauten und Konsul Marcus Antonius, da er ihm ähnliche Machtbestrebungen wie dem Ermordeten unterstellte.

### Zweites Triumvirat und Ende der Republik

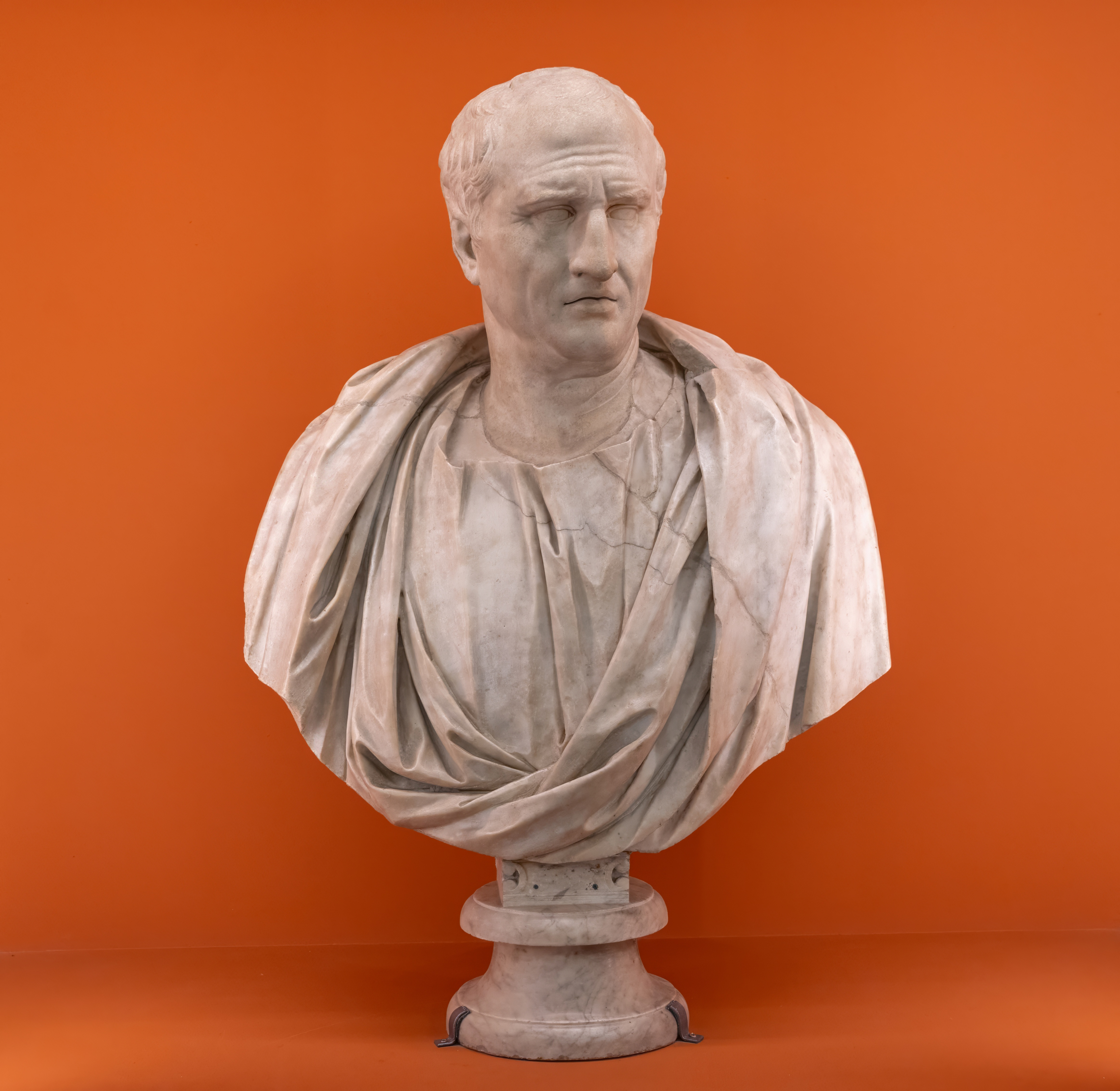
Marcus Tullius Cicero, Kapitolinische Museen, Rom

Cicero gelang es, Caesars Großneffen und Haupterben Octavian (den späteren Kaiser Augustus) in eine militärische Koalition einzubinden, die Marcus Antonius im April 43 v. Chr. im Mutinensischen Krieg schlug. Als der Senat danach aber Octavian fallen ließ, schloss dieser mit seinem vormaligen Gegner Antonius und mit Marcus Aemilius Lepidus Anfang November 43 v. Chr. das Zweite Triumvirat, dessen Herrschaft sie mit der Veröffentlichung umfangreicher Proskriptionslisten einläuteten, auf denen sie hochrangige Widersacher und Anhänger der Republik für vogelfrei erklärten. Eines der prominentesten Opfer der folgenden Mordwelle war Cicero. Die Triumvirn schlugen schließlich im Oktober/November 42 v. Chr. die Heere von Brutus und Cassius in der Schlacht bei Philippi in Makedonien und besiegelten damit den Untergang der Republik.
Während Marcus Antonius die Ostprovinzen organisierte, sollte Octavian u. a. die Landverteilungen an die Veteranen in Italien durchführen. Dabei geriet er in Konflikt mit Antonius’ Gattin Fulvia und Antonius’ Bruder Lucius und besiegte diese 41 v. Chr. im Perusinischen Krieg. Im Herbst 40 v. Chr. kam der Vertrag von Brundisium zustande, in dem die Interessensphären zwischen den Triumvirn so eingeteilt wurden, dass Octavian den Westen, Marcus Antonius den Osten des Römischen Imperiums als Machtbereich erhielt. Trotz Antonius’ Heirat mit Octavians Schwester Octavia blieben die Spannungen bestehen.

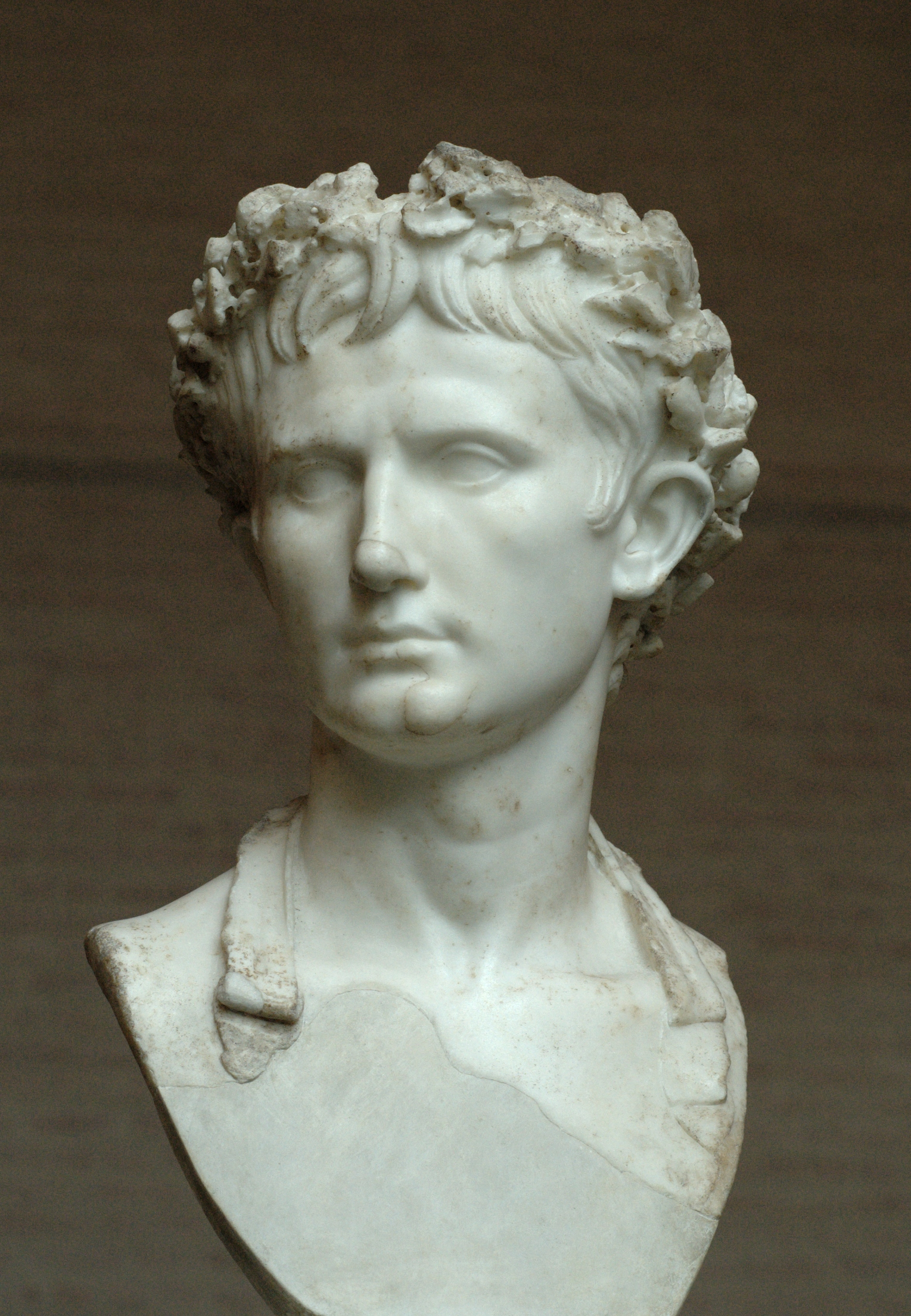
Augustus mit Bürgerkrone
So genannte „Augustus Bevilacqua“-Büste, Münchner Glyptothek

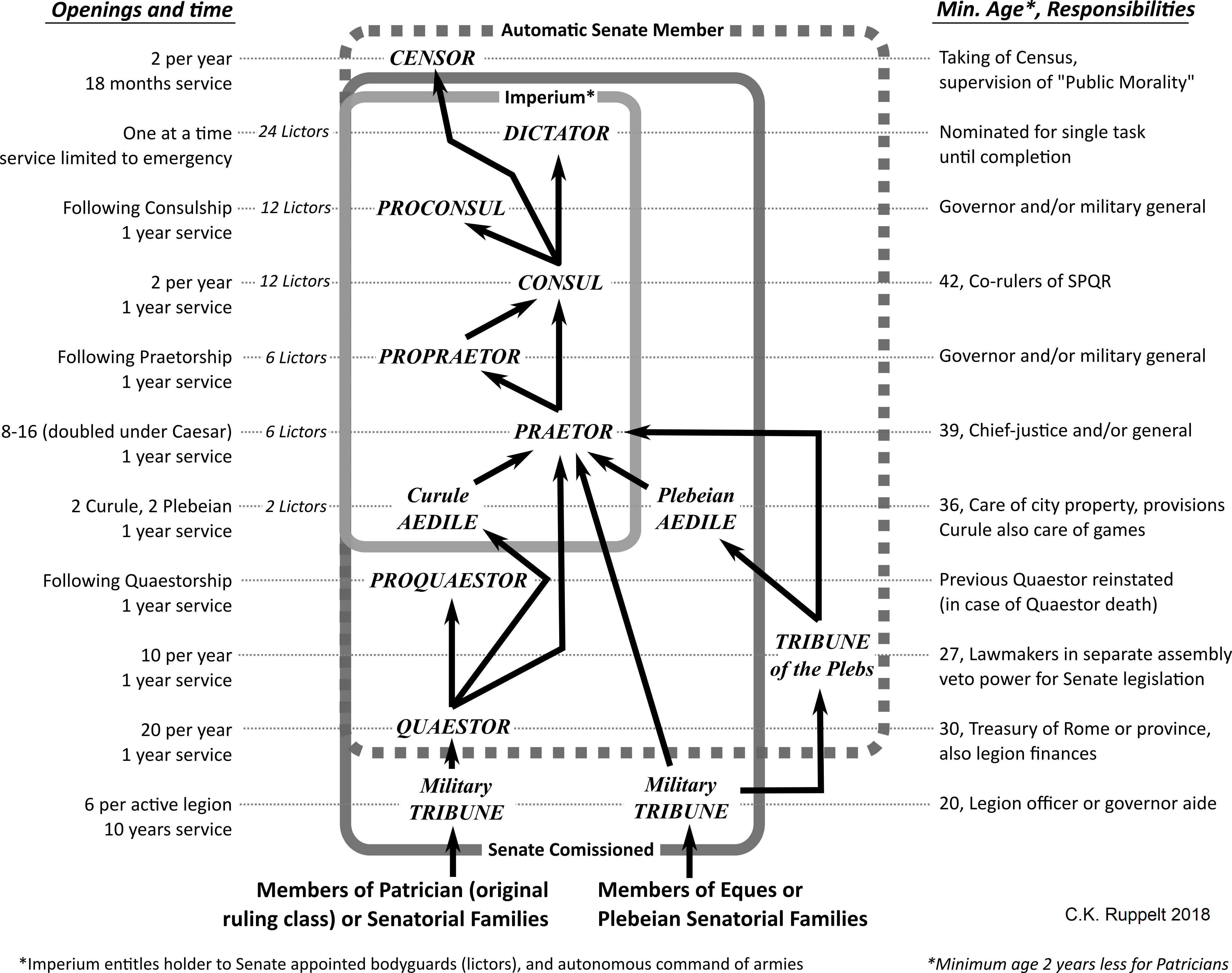
Schematische Darstellung der Karrierewegen und Positionen im Cursus honorum zur Zeit von Julius Caesars Aufstieg im 1. Jahrhundert v. Chr.

Durch den Vertrag von Misenum mit Sextus Pompeius, der in Sizilien die Verfolgten und Flüchtlinge aufgenommen hatte, gelang 39 v. Chr. die Rehabilitation der Proskribierten (mit Ausnahme der Caesarmörder), wodurch eine langjährige Rechtsunsicherheit wie nach den Proskriptionen Sullas vermieden werden konnte. Nach dem Sieg über Sextus und der Entmachtung des Lepidus wurde Octavian 36 v. Chr. unangefochtener Herrscher im Westen. Im gleichen Jahr erlitt Marcus Antonius hingegen eine Niederlage gegen die Parther. 34 v. Chr. erhob er seine Geliebte Kleopatra zur Königin der Könige.

### Entscheidungskampf und Begründung des Prinzipats
Als sich der Ausbruch des Endkampfs zwischen den beiden verbliebenen Triumvirn abzeichnete, instrumentalisierte Octavian 32 v. Chr. das Verhältnis von Marcus Antonius zur ägyptischen Königin, um den erneut drohenden Bürgerkrieg propagandistisch als einen angeblichen Krieg gegen einen auswärtigen Feind darzustellen: Er ließ Kleopatra, von der eine Bedrohung für Italien ausgehe, und nicht dem ihr angeblich willenlos verfallenen Antonius den Krieg erklären. 31 v. Chr. fand die entscheidende Auseinandersetzung in Griechenland statt, in deren Verlauf Octavian Antonius in der Schlacht bei Actium besiegen konnte. In aussichtsloser Situation verübten Antonius und Kleopatra im nächsten Jahr in Ägypten Selbstmord. Das Nilland wurde dem neuen römischen Alleinherrscher Octavian als Provinz direkt unterstellt.
Nachdem er alle Gegner besiegt hatte, inszenierte Octavian die Übergabe der republikanischen Amtsvollmachten auf seine Person und begründete damit den Prinzipat (27 v. Chr.). Er erhielt den Ehrennamen Augustus und wurde so zum Stammvater des römischen Kaiserreiches. Die Illusion einer republikanischen Regierungsform blieb bestehen, und Augustus und seine Nachfolger regierten formal aufgrund von Ausnahmevollmachten, doch lag die Macht von nun an in den Händen des Princeps, des Ersten unter Gleichen, der in Wahrheit ein Alleinherrscher war.
Lange glaubten sich die Herrscher allerdings auf die Mitarbeit der Nobilität angewiesen. Äußerlich blieb die res publica, verkörpert durch den Senat und die Ämter des cursus honorum, daher auch nach Augustus noch jahrhundertelang bestehen. Erst im 6. Jahrhundert, in der ausgehenden Spätantike, wurde 542 faktisch das Konsulat abgeschafft, und um 590 war schließlich auch der („weströmische“) Senat verschwunden.